# Хомер Византионски
Хомер Византионски (грчки: Ὅμηρος ὁ Βυζάντιος) био је старогрчки граматичар и трагични песник. Такође се звао хо Neoteros („Млађи“) да би се разликовао од Хомера старијег.
Био је син граматичара Андромаха Филолога и песника Моера (неки извори је наводе као Хомерову ћерку). Био је на врхунцу каријере почетком 3. века пре нове ере, на двору Птолемеј II Филаделфа у Александрији. Заједно са својим главним ривалом, Соситејем, убраја се међу седам великих трагичара Александријског канона, или „Плејаде “ (назване по скупу седам звезда). Хомеру се различито приписује 45, 47 или 57 комада, од којих су сва сада изгубљене. Сачуван је само налосв једног дела, Eurypyleia (Еурипилеја).